# Protestos por George Floyd na Virginia

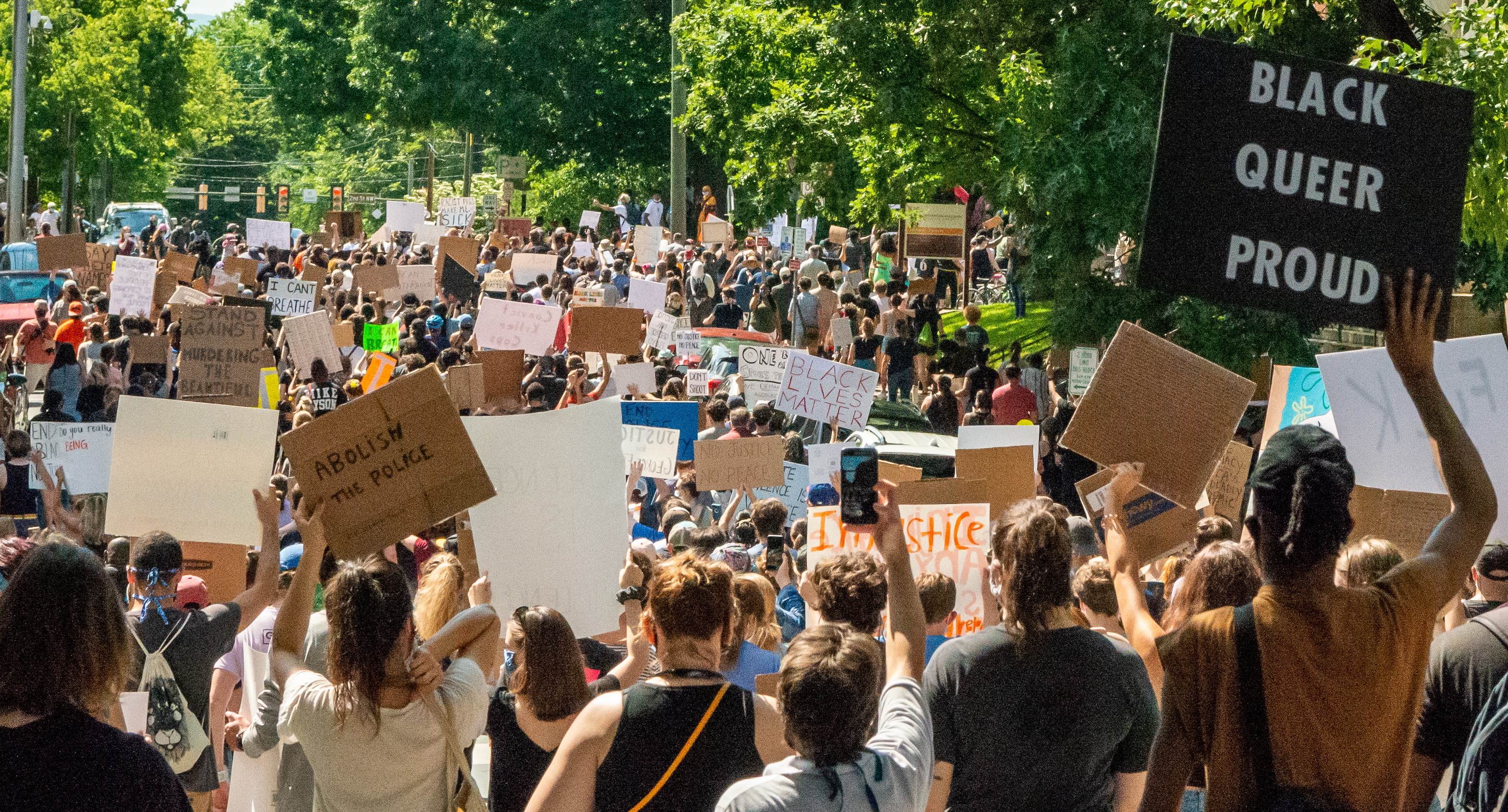
Manifestação em Charlottesville, Virgínia, em 30 de maio de 2020.

Protestos por George Floyd ocorreram em várias localidades da Virgínia.

## Lista de protestos na Virgínia

### Virgínia Central
- Charlottesville: Cerca de 15 pessoas se manifestaram com sinais na avenida universitária na sexta à noite.[1] No sábado, uma grande multidão inundou as ruas perto da delegacia, bloqueando brevemente um cruzamento durante um evento #JusticeForGeorgeFloyd.[2][3]
- Chesterfield: Um protesto está previsto no Tribunal do Condado de Chesterfield e na Praça do Tribunal em 3 de junho.
- Lynchburg: Cerca de 100 pessoas se reuniram para um protesto da Black Lives Matter em frente ao mercado comunitário de Lynchburg em 30 de maio.[4]
- Richmond:

### Vale Shenandoah
- Harrisonburg: Em 29 de maio, mais de 300 pessoas se reuniram para protestar na Court Square. Os manifestantes começaram a cantar, e a certa altura se ajoelharam como
- nos protestos de brutalidade policial de Colin Kaepernick.[5]
- Staunton: Cerca de 150 manifestantes marcharam para o Tribunal do Condado de Augusta, onde foi realizado um comício Justice for George Floyd. Os oradores incluíram a neta de um membro da KKK.[6]
- Winchester: Em 31 de maio, protestos pacíficos foram realizados em Winchester. Eles marcharam pelas ruas, terminando em uma cena no Picadilly Circle. Os manifestantes estavam cantando "I can't breathe" enquanto marchavam pelas ruas e, finalmente, com "Black Lives Matter" enquanto estavam no ponto final de Picadilly. A polícia foi vista direcionando o tráfego para longe dos manifestantes, na tentativa de manter o público seguro. Nenhum ferimento ou prisão foi divulgado ainda.[7]

### Sudoeste da Virgínia
- Blacksburg: Cerca de 300 pessoas se manifestaram pacificamente na Main Street em 1º de junho.[8]
- Bristol: Cerca de 200 pessoas realizaram uma vigília à luz de velas para George Floyd na State Street em Bristol, Virgínia e Bristol,Tennessee.[9] Os protestos foram amplamente pacíficos e ocorreram na região das três cidades do sudoeste da Virgínia e leste do Tennessee.[10]
- Roanoke: Cerca de 100 pessoas protestaram no centro de Roanoke em 30 de maio, pelo menos uma pessoa foi presa.[11][12]

### Norte da Virgínia
- Arlington: Dada a proximidade do condado a Washington, D.C., a maioria dos protestos focados em George Floyd ocorreram na capital. O Departamento de Polícia do Condado de Arlington estava ajudando a Polícia Metropolitana do DC, a Polícia do Capitólio dos EUA, o Serviço Secreto, a Polícia do Parque dos EUA e a Polícia Metropolitana de Trânsito nos protestos em Washington, mas foram puxados pelo Estado após a controvérsia da Bíblia de Trump.[13]
- Alexandria: Após os protestos, a cidade removeu a estátua "Appomattox" em 2 de junho, uma das últimas estátuas restantes da cidade em homenagem aos soldados que lutaram pelos Estados Confederados. A estátua foi originalmente planejada para ser removida em julho de 2020, mas a cidade optou por removê-la mais cedo.[14] No mesmo dia, foi realizada uma vigília por George Floyd.[15]
- Culpeper: Um protesto pacífico está sendo planejado em Culpeper.[16]
- Fredericksburg: Várias centenas de manifestantes marcharam no centro de Fredericksburg e perto do Central Park Mall.[17]
- Leesburg: Quase 1.500 pessoas participaram de protestos no centro de Leesburg - os protestos foram em grande parte pacíficos.[18] O membro do Conselho da Cidade de Leesburg, Ron Campbell, o único afro-americano no Conselho da Cidade,[19] dirigiu-se à multidão.[20]
- Manassas: Em 30 de maio, várias centenas de manifestantes se reuniram em torno da área de Sudley Road e Sudley Manor Drive.[21] A polícia estadual e a local chegaram e logo depois declarou a reunião uma assembléia ilegal.[21] Até dois policiais receberam ferimentos leves.[22] O delegado estadual Lee J. Carter, que representa parte da área na Câmara dos Deputados da Virgínia, participou do protesto. O delegado Carter foi atingido com spray de pimenta e várias granadas de flashbang depois de se identificar com a polícia.[21][23]
- Stafford: Uma manifestação foi realizada no estacionamento do Stafford Marketplace em 31 de maio. Emily Young, membro do Conselho Escolar de Stafford, dirigiu-se à multidão.[24]
- Warrenton: protestos pacíficos foram realizados em Warrenton nos dias 30 e 31 de maio.[16]

### Região Tidewater
- Hampton Roads: Em 29 de maio, um impasse entre a polícia e os manifestantes no West Mercury Boulevard terminou com quatro prisões.[25] Centenas de manifestantes tomaram as principais estradas e pontes da região em 31 de maio para o terceiro dia de protestos.[26][27]